# Линкълн (окръг, Северна Каролина)
Вижте пояснителната страница за други значения на Линкълн.
Окръг Линкълн (на английски: Lincoln County) е окръг в щата Северна Каролина, Съединени американски щати. Площта му е 795 km², а населението – 81 168 души (2016). Административен център е град Линкълнтън.